# Trevor Daniel
Trevor Daniel Neill (Los Angeles, 28 de setembro de 1994), mais conhecido como Trevor Daniel  é um cantor e compositor americano. Ele ganhou reconhecimento em 2019, com seu single de 2018 "Falling".

## Discografia

### Álbuns de estúdio
| Álbum    | Detalhes do álbum                                                                                          | Melhores posições nas tabelas musicas | Melhores posições nas tabelas musicas |
| Álbum    | Detalhes do álbum                                                                                          | EUA                                   | CAN                                   |
| -------- | --- | ------------------------------------- | ------------------------------------- |
| Nicotine | - Lançamento: 26 de março de 2020 - Gravadora: Alamo, Interscope - Formato(s): Download digital, streaming | 79                                    | 61                                    |

### EPs
| Título                                                                     | Detalhes do EP                                                                                   | Melhores posições nas tabelas musicas | Melhores posições nas tabelas musicas |
| Título                                                                     | Detalhes do EP                                                                                   | EUA                                   | CAN                                   |
| -------------------------------------------------------------------------- | ------------------------------------------------------------------------------------------------ | ------------------------------------- | ------------------------------------- |
| Homesick                                                                   | - Lançamento: 11 de outubro de 2018 - Gravadora: Alamo - Formato(s): Download digital, streaming | 64                                    | 37                                    |
| Restless                                                                   | - Lançamento: 22 de março de 2019 - Gravadora: Alamo - Formato(s): Download digital, streaming   | —                                     | —                                     |
| "—" denota o EP não entrou nas tabelas musicas ou não foi lançado no país. |                                                                                                  |                                       |                                       |

### Singles

#### Como artista principal
| 2017                                                                             | "Youth"                                                                          | —                                                                                | —                                                                                | —                                                                                | —                                                                                | —                                                                                | —                                                                                | —                                                                                | —                                                                                | —                                                                                | —                                                                                |                                                                                  | Não adicionado à nenhum álbum                                                    |  |   |      |                                        |   |   |   |   |   |   |   |   |   |   |  |                                  |   |
| 2017                                                                             | "Pretend"                                                                        | —                                                                                | —                                                                                | —                                                                                | —                                                                                | —                                                                                | —                                                                                | —                                                                                | —                                                                                | —                                                                                | —                                                                                |                                                                                  | Não adicionado à nenhum álbum                                                    |  |   |      |                                        |   |   |   |   |   |   |   |   |   |   |  |                                  |   |
| 2018                                                                             | "With You"                                                                       | —                                                                                | —                                                                                | —                                                                                | —                                                                                | —                                                                                | —                                                                                | —                                                                                | —                                                                                | —                                                                                | —                                                                                |                                                                                  | Não adicionado à nenhum álbum                                                    |  |   |      |                                        |   |   |   |   |   |   |   |   |   |   |  |                                  |   |
| 2018                                                                             | "Mirror"                                                                         | —                                                                                | —                                                                                | —                                                                                | —                                                                                | —                                                                                | —                                                                                | —                                                                                | —                                                                                | —                                                                                | —                                                                                |                                                                                  | Não adicionado à nenhum álbum                                                    |  |   |      |                                        |   |   |   |   |   |   |   |   |   |   |  |                                  |   |
| 2018                                                                             | "Face It"                                                                        | —                                                                                | —                                                                                | —                                                                                | —                                                                                | —                                                                                | —                                                                                | —                                                                                | —                                                                                | —                                                                                | —                                                                                |                                                                                  | Não adicionado à nenhum álbum                                                    |  |   |      |                                        |   |   |   |   |   |   |   |   |   |   |  |                                  |   |
| 2018                                                                             | "Wake Up"                                                                        | —                                                                                | —                                                                                | —                                                                                | —                                                                                | —                                                                                | —                                                                                | —                                                                                | —                                                                                | —                                                                                | —                                                                                |                                                                                  | Não adicionado à nenhum álbum                                                    |  |   |      |                                        |   |   |   |   |   |   |   |   |   |   |  |                                  |   |
| 2018                                                                             | "Drive"                                                                          | —                                                                                | —                                                                                | —                                                                                | —                                                                                | —                                                                                | —                                                                                | —                                                                                | —                                                                                | —                                                                                | —                                                                                |                                                                                  | Não adicionado à nenhum álbum                                                    |  |   |      |                                        |   |   |   |   |   |   |   |   |   |   |  |                                  |   |
| 2018                                                                             | "Falling"                                                                        | 17                                                                               | 12                                                                               | 13                                                                               | 13                                                                               | 21                                                                               | 12                                                                               | 11                                                                               | 17                                                                               | 11                                                                               | 14                                                                               | - BPI: Ouro - RIAA: 2x Platina                                                   | Homesick e Nicotine                                                              |  |   |      |                                        |   |   |   |   |   |   |   |   |   |   |  |                                  |   |
| 2019                                                                             | "Trouble"                                                                        | —                                                                                | —                                                                                | —                                                                                | —                                                                                | —                                                                                | —                                                                                | —                                                                                | —                                                                                | —                                                                                | —                                                                                |                                                                                  | Não adicionado à nenhum álbum                                                    |  |   |      |                                        |   |   |   |   |   |   |   |   |   |   |  |                                  |   |
| 2019                                                                             | "Paranoid"                                                                       | —                                                                                | —                                                                                | —                                                                                | —                                                                                | —                                                                                | —                                                                                | —                                                                                | —                                                                                | —                                                                                | —                                                                                |                                                                                  | Restless                                                                         |  |   |      |                                        |   |   |   |   |   |   |   |   |   |   |  |                                  |   |
| 2019                                                                             | "Never"                                                                          | —                                                                                | —                                                                                | —                                                                                | —                                                                                | —                                                                                | —                                                                                | —                                                                                | —                                                                                | —                                                                                | —                                                                                |                                                                                  | Não adicionado à nenhum álbum                                                    |  |   |      |                                        |   |   |   |   |   |   |   |   |   |   |  |                                  |   |
| 2019                                                                             | "Forgot"                                                                         | —                                                                                | —                                                                                | —                                                                                | —                                                                                | —                                                                                | —                                                                                | —                                                                                | —                                                                                | —                                                                                | —                                                                                |                                                                                  | Não adicionado à nenhum álbum                                                    |  |   |      |                                        |   |   |   |   |   |   |   |   |   |   |  |                                  |   |
| 2020                                                                             | "Past Life" (solo ou com Selena Gomez)                                           | 77                                                                               | —                                                                                | —                                                                                | 80                                                                               | —                                                                                | 89                                                                               | —                                                                                | —                                                                                | —                                                                                | —                                                                                |                                                                                  | Nicotine                                                                         |  |   |      |                                        |   |   |   |   |   |   |   |   |   |   |  |                                  |   |
| "—" denota a canção não entrou nas tabelas musicas ou não foram lançada no país. | "—" denota a canção não entrou nas tabelas musicas ou não foram lançada no país. | "—" denota a canção não entrou nas tabelas musicas ou não foram lançada no país. | "—" denota a canção não entrou nas tabelas musicas ou não foram lançada no país. | "—" denota a canção não entrou nas tabelas musicas ou não foram lançada no país. | "—" denota a canção não entrou nas tabelas musicas ou não foram lançada no país. | "—" denota a canção não entrou nas tabelas musicas ou não foram lançada no país. | "—" denota a canção não entrou nas tabelas musicas ou não foram lançada no país. | "—" denota a canção não entrou nas tabelas musicas ou não foram lançada no país. | "—" denota a canção não entrou nas tabelas musicas ou não foram lançada no país. | "—" denota a canção não entrou nas tabelas musicas ou não foram lançada no país. | "—" denota a canção não entrou nas tabelas musicas ou não foram lançada no país. | "—" denota a canção não entrou nas tabelas musicas ou não foram lançada no país. | "—" denota a canção não entrou nas tabelas musicas ou não foram lançada no país. |  | - | 2021 | "Fingers Crossed" (com Julia Michaels) | — | — | — | — | — | — | — | — | — | — |  | Sad Now Doesn't Mean Sad Forever | - |